# Justin Bieber
Justin Drew Bieber (IPA: [ˈdʒʌstɪn dɹuː ˈbiːbəɹ]; London, 1º marzo 1994) è un cantautore e musicista canadese.
My World, il suo EP di debutto, fu pubblicato a fine 2009 e venne certificato disco di platino negli Stati Uniti d'America. One Time, il suo primo singolo, fu pubblicato a livello mondiale sempre nel 2009 e raggiunse la top ten in Canada e in altri trenta paesi. Bieber divenne il primo artista ad avere sette singoli di debutto nella classifica Billboard Hot 100 statunitense. Nel 2010 ha pubblicato My World 2.0, il suo primo album in studio. L'album ha debuttato in prima posizione in diversi paesi ed è stato certificato tre volte disco di platino. L'album era stato preceduto dal singolo Baby in collaborazione con Ludacris, che gli ha permesso di vincere il Diamond Award per aver venduto più di 12 milioni di copie ed è tuttora il suo singolo di maggior successo negli Stati Uniti.
Dopo la pubblicazione del primo album, ha avviato il primo tour a livello mondiale, il My World Tour, e ha pubblicato My Worlds Acoustic e Never Say Never: The Remixes; inoltre ha girato il suo primo film concerto Justin Bieber: Never Say Never. Nel 2011 ha pubblicato Under the Mistletoe, il suo secondo album in studio, debuttando in prima posizione nella Billboard Hot 200. Believe, il terzo album in studio, è stato pubblicato nel 2012. Nel 2015, ha pubblicato Purpose, il suo quarto album in studio, trainato da hit mondiali come What Do You Mean?, Sorry, Love Yourself e in seguito anche dal Purpose World Tour, che ha incassato in totale 250 milioni di dollari. Nel 2020, a distanza di 5 anni pubblica Changes, il suo quinto album in studio, contenente Yummy e Intentions. Nel 2021 è arrivato il turno di Justice, il suo sesto album in studio, trascinato da hit come Peaches, Hold On e Holy, in seguito promosso col Justice World Tour.
Con un patrimonio di 250 milioni di dollari, è stato l'under 25 più ricco del mondo ed è uno degli artisti di maggior successo di sempre, avendo venduto complessivamente 150 milioni di copie tra album e singoli. 
Nel corso della sua carriera Bieber ha accumulato numerosi premi, inclusi due Grammy Awards. È stato inoltre elencato tre volte nella lista delle dieci celebrità più potenti da Forbes, nel 2011, 2012 e 2013.

## Biografia
Bieber è nato il 1 marzo del 1994 a London, Ontario, ed è cresciuto a Stratford. È l'unico figlio di Jeremy Jack Bieber e Pattie Mallette. I genitori non sono mai stati sposati e la madre è rimasta incinta quando aveva solo diciotto anni. Pattie crebbe il figlio con l'aiuto della madre, Diane e del patrigno Bruce. Nonostante sia cresciuto con la famiglia materna, Bieber ha sempre mantenuto uno stretto rapporto anche col padre. Justin dal lato paterno ha una sorella, Jazmyn Kathleen (2008) ed un fratello, Jaxon Julian (2009), nati dal primo matrimonio del padre e una sorella, Bay (2018), nata dal suo secondo matrimonio.
Durante la sua infanzia, Bieber era interessato all'hockey, al calcio e agli scacchi; spesso ha mantenuto le sue aspirazioni musicali per sé. Crescendo ha imparato a suonare il pianoforte, la batteria, la chitarra e la tromba. Nei primi mesi del 2007, all'età di dodici anni, cantò So Sick di Ne-Yo per un concorso locale di canto a Stratford e arrivò al secondo posto. Insieme a sua madre, nel 2007 iniziò a caricare video su YouTube in cui cantava canzoni di vari artisti (Usher, Chris Brown, Ne-Yo, Justin Timberlake ed altri) e fu così che iniziò la sua carriera.

## Carriera

### 2008-2009: l'esordio conMy World

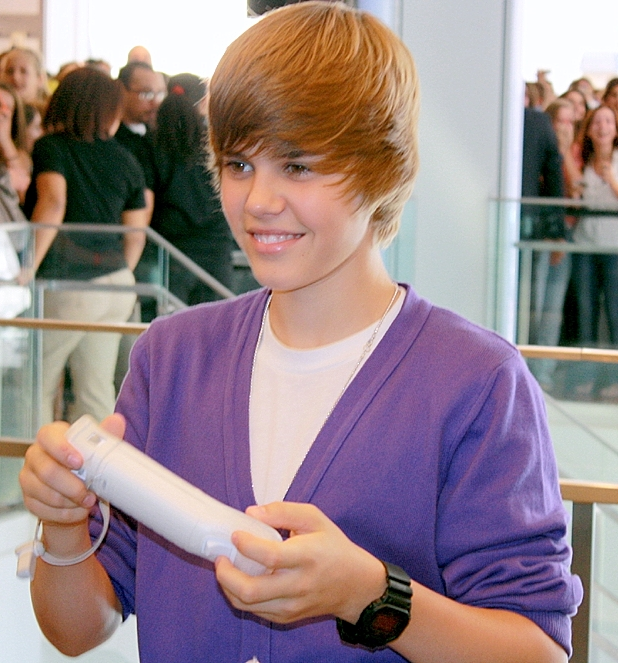
Justin Bieber all'età di 15 anni al Nintendo World Store nel 2009

Mentre stavano navigando su Internet, i produttori Scooter Braun e Luca Lombardo (conosciuto per aver lanciato gli Hanson e gli NSYNC) si imbatterono in un video di Bieber del 2007. Impressionati, Braun e Lombardo rintracciarono Patricia Mallette, la madre del ragazzo. Inizialmente riluttante all'idea, quest'ultima si convinse e permise a Justin di andare ad Atlanta, per registrare una demo. Firmò presto un contratto con la Raymond Braun Media Group (RBMG), una joint venture tra Braun e Usher. Quest'ultimo organizzò poi un provino con Antonio L.A. Reid e nell'ottobre 2008 firmò un contratto discografico con la Island Records e ci fu così una nuova joint venture tra la RBMG e la Island Records. Bieber e sua madre si trasferirono temporaneamente ad Atlanta dove vivevano anche Usher e Braun. Quest'ultimo divenne suo manager e iniziarono a registrare un EP.
One Time, il suo singolo d'esordio, venne trasmesso in radio proprio mentre Bieber stava registrando il suo album di debutto. La canzone raggiunse la posizione numero 12 sul Billboard Canadian Hot 100 e successivamente la posizione numero 17 sulla Billboard Hot 100. Durante l'autunno 2009 ottenne il successo sui mercati internazionali. Il brano divenne disco di platino in Canada e negli Stati Uniti, d'oro in Australia e Nuova Zelanda. My World, il suo primo EP, uscì il 17 novembre 2009. Il secondo singolo estratto fu One Less Lonely Girl mentre su iTunes vennero pubblicati altri due singoli, Love Me e Favorite Girl. One Less Lonely Girl venne mandata in onda successivamente nelle radio ed entra nella Top 15 in Canada e Stati Uniti. L'EP inoltre venne certificato come disco platino negli Stati Uniti e doppio disco di platino in Canada e in Regno Unito. Per promuovere il disco, Bieber eseguì diversi show dal vivo, come al The Ellen DeGeneres Show, Good Morning America e It's On with Alexa Chung.
Durante la cerimonia natalizia alla Casa Bianca Bieber eseguì la canzone Someday at Christmas di Stevie Wonder per il presidente statunitense Barack Obama e la first lady Michelle Obama. L'evento è stato trasmesso il 20 dicembre 2009 sull'emittente statunitense TNT. Bieber è stato anche uno dei presentatori dei cinquantaduesimi Grammy Awards, il 31 gennaio 2010 e partecipò alla reinterpretazione di We Are the World a sostegno delle vittime del terremoto di Haiti, cantando il pezzo d'apertura che nella versione originale è cantata da Lionel Richie. Il 12 marzo 2010 ha registrato anche una versione di Waving Flag di K'naan per gli Young Artists for Haiti, in cui è presente nel pezzo di chiusura.

### 2010-2011:My World 2.0eNever Say Never

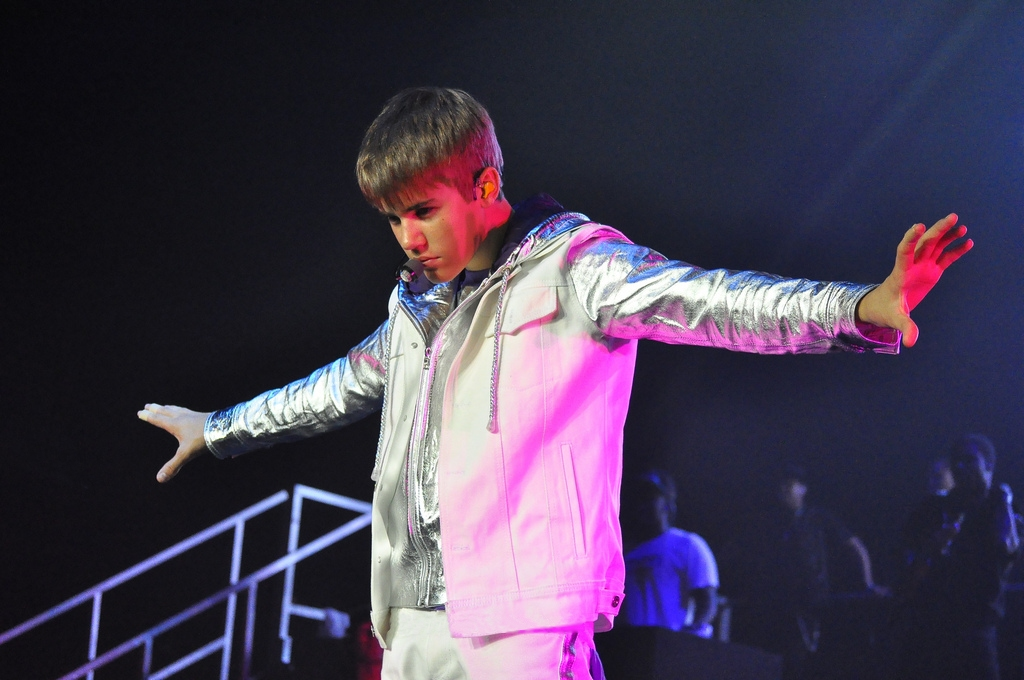
Bieber canta durante il suo My World Tour

Baby, il primo singolo dell'album My World 2.0 pubblicato nel gennaio 2010, divenne il suo più grande successo, raggiungendo la Top 10 in sette paesi e la Top 5 negli Stati Uniti. Altri due singoli, Never Let You Go e U Smile, sono entrati nella top 30 degli Stati Uniti e nella top 20 del Canada. L'album ha ricevuto "in generale giudizi favorevoli". Bieber ha debuttato al numero uno della Billboard 200, diventando il più giovane cantante maschile a superare il record di Stevie Wonder del 1963. Inoltre My World 2.0 debuttò alla prima posizione della Canadian Albums Chart, Irish Albums Chart, Australian Albums Chart e New Zealand Albums Chart e raggiunge la Top 10 in altri quindici paesi. Per promuovere l'album, Bieber apparve in alcuni programmi in diretta, tra cui The View, Kids' Choice Awards 2010 e The Late Show with David Letterman. Bieber collaborò con Sean Kingston nel brano Eenie Meenie (successivamente inserito in My World 2.0), raggiungendo la top 10 nel Regno Unito e in Australia, e la top 20 in altri mercati mondiali.
Il 10 aprile 2010 Bieber fu ospite del programma Saturday Night Live. Somebody to Love, il secondo singolo estratto dall'album, venne pubblicato nel mese di aprile 2010, insieme ad un remix registrato con Usher.
Il 23 giugno 2010 iniziò la sua tournée, il My World Tour, che partì da Hartford. Il tour serviva a promuovere My World e My World 2.0. Nel luglio 2010 venne segnalato che Bieber è la celebrità più ricercata del web. Nello stesso mese il videoclip di Baby superò quello di Lady Gaga, Bad Romance, diventando così il video più visto nonché il più disprezzato di YouTube (quest'ultimo record è stato temporaneamente superato da Friday di Rebecca Black). Nel settembre 2010 venne riferito che Bieber rappresenta il 3% di tutto il traffico di Twitter. La notizia è riportata da un dipendente del social network.
Nel luglio 2010 Bieber iniziò le registrazioni del suo secondo album a New York. A causa della sua pubertà, la sua voce è diventata più profonda rispetto al primo album. Nel mese di aprile 2010 il cantante affermò: 

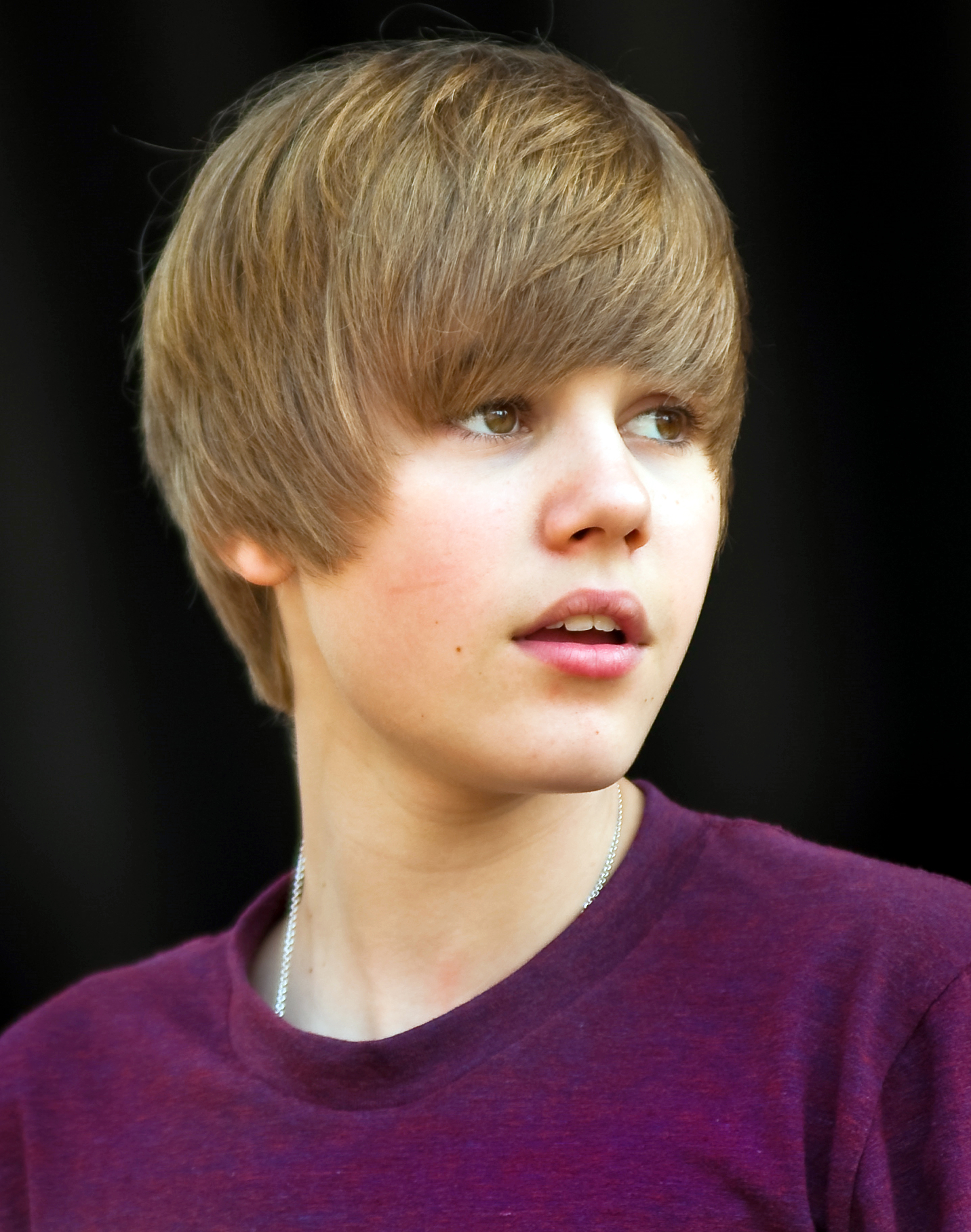
Justin Bieber alla Casa Bianca

Partecipò in una puntata di CSI: Crime Scene Investigation, andata in onda il 23 settembre 2010 negli Stati Uniti, interpretando il ruolo di "un adolescente tormentato che deve affrontare la difficile decisione riguardo al suo unico fratello". Bieber è presente anche nell'episodio successivo, in cui il suo personaggio viene ucciso. Agli MTV Video Music Awards del 2010 si esibisce in un medley di U Smile, Baby e Somebody to Love. Nell'ottobre 2010 annunciò la pubblicazione di My Worlds Acoustic, album acustico contenente tutti i brani di My World 2.0 reinterpretati in chiave acustica e con l'aggiunta di un brano inedito, intitolato Pray.
L'11 febbraio 2011 venne messo in commercio il film-concerto in 3D Justin Bieber: Never Say Never, diretto da Jon Chu (che fu anche il regista di Step Up 3D). Il primo giorno il film incassò 12,4 milioni di dollari e in totale incassò 30,3 milioni di dollari. L'incasso è simile a quello di Miley Cyrus con il suo Hannah Montana & Miley Cyrus: Best of Both Worlds Concert che incassò 31,1 milioni di dollari. Il film è accompagnato da un nuovo EP Never Say Never: The Remixes, pubblicato il 14 febbraio 2011.
Nel giugno 2011 Bieber entrò alla seconda posizione della classifica Forbes delle celebrità più pagate sotto i trent'anni. Infatti in un anno ha guadagnato 53 milioni di dollari.
Il 28 agosto 2011 vinse il titolo di "Miglior video maschile" agli MTV Video Music Awards 2011; quando salì sul palco a ricevere il premio fece un discorso in cui affermò di dover ringraziare Gesù per avergli dato il talento che lo ha portato a vincere questo premio.

### 2011-2014:Under the MistletoeeBelieve

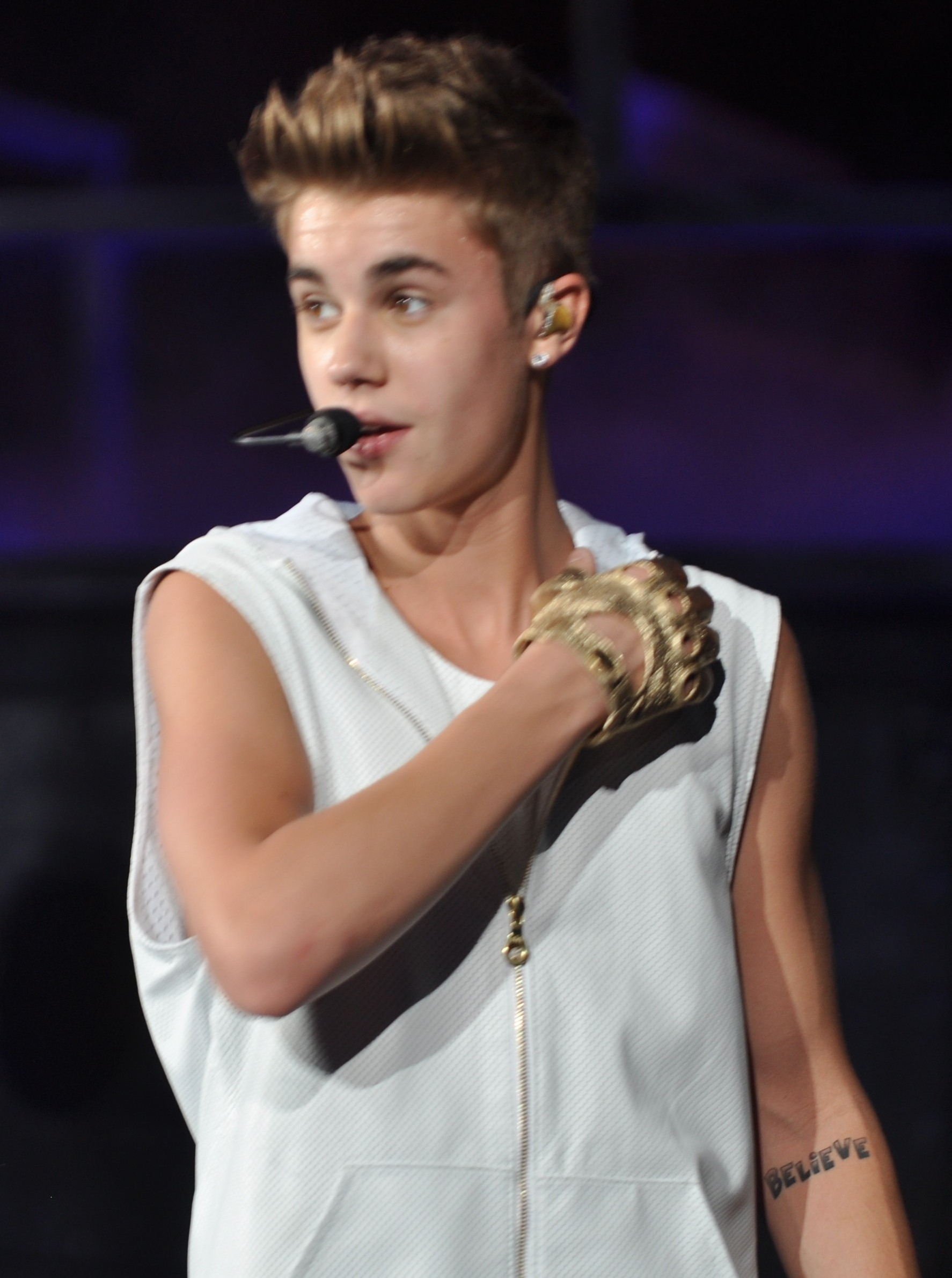
Justin Bieber durante il suo Believe Tour in concerto a Minneapolis nell'ottobre del 2012

Nel 2011 Justin Bieber ha registrato il suo nuovo album Believe, anticipato il 1º novembre dall'album natalizio Under the Mistletoe, che debuttò alla prima posizione della Billboard 200 vendendo 210 000 copie nella prima settimana di uscita.
In seguito è stato anticipato che il titolo del primo singolo estratto da Believe sarebbe stato Boyfriend, prodotto da Mike Posner. Il brano è stato definito dallo stesso interprete come una via di mezzo tra SexyBack di Justin Timberlake e Girlfriend degli 'N Sync. Il singolo è stato pubblicato il 26 marzo 2012.
Nel 2012 collaborò con i Far East Movement nel singolo Live My Life. Nel 2012 a Justin e a Lady Gaga venne proposto di essere due degli alieni nel film in uscita Men in Black 3, il terzo della fortunata saga. Vinse il Miglior look ai TRL Awards 2012 e apparve con la fidanzata Selena Gomez, Ashley Tisdale e altri in un video in cui ballano sulle note di Call Me Maybe di Carly Rae Jepsen. Nel maggio del 2012 Forbes lo classificò terzo nella lista delle cento celebrità più ricche e potenti del mondo, in quanto nell'ultimo anno Bieber guadagnò ben 55 milioni di dollari.
Nel luglio del 2012 venne informato che le sue canzoni All Around The World e Believe faranno parte della colonna sonora delle Olimpiadi che si terranno a Londra. All Around The World è stata scelta inoltre come sottofondo musicale nella campagna pubblicitaria trasmessa negli ultimi giorni di luglio. Sempre nel 2012 venne più volte premiato ai Teen Choice Awards: infatti vinse nelle categorie miglior artista maschile, miglior canzone di un artista maschile per Boyfriend, miglior artista maschile dell'estate e miglior icona di stile maschile.
Nell'ottobre 2012 organizzò una falsa rapina ai suoi danni dichiarando che gli fosse stato sottratto anche il computer. Il giorno dopo affermò che era una trovata pubblicitaria per il lancio di Beauty and a Beat, il suo nuovo singolo in collaborazione con Nicki Minaj. Il video risulta essere il più visto nel minor tempo dal lancio su Vevo e YouTube, superando il record di Little Things degli One Direction, record durato una sola settimana. Justin Bieber durante il programma di Ellen DeGeneres annunciò che a gennaio 2013 sarebbe uscito un nuovo album dal titolo Believe Acoustic contenente dieci tracce: sette versioni acustiche di canzoni già presenti in Believe (Boyfriend, As Long as You Love Me, Beauty and a Beat, She Don't Like The Lights, Take You, Be Alright, All Around The World), un bonus track, e due canzoni acustiche inedite.
Il 18 marzo 2013 è stato pubblicato il singolo ThatPower in collaborazione con Will.i.am. Ogni lunedì dal 7 ottobre fino al 9 dicembre 2013, Justin ha pubblicato un diverso singolo promozionale per il suo prossimo album che uscirà nella prima metà del 2014. I singoli, chiamati #MUSICMONDAYS, sono intitolati Heartbreaker, All That Matters, Hold Tight, Recovery, Bad Day, All Bad, PYD (feat. R. Kelly), Roller Coaster, Change Me e Confident (feat. Chance the Rapper). Al termine dei dieci lunedì Justin ha annunciato per il 23 dicembre dello stesso anno l'uscita di una raccolta chiamata Journals contenente i 10 singoli promozionali e 6 tracce inedite con artisti come Big Sean, Lil Wayne e Future, il video musicale di All That Matters, il trailer di Believe e un filmato di Justin in Guatemala per Pencils of Promise. Le tracce inedite di Journals sono: One Life, Backpack, What's Hatnin, Swap It Out, Memphis e Flatline (uscita gratuitamente sull'App Store statunitense).
Il 25 dicembre 2013 è uscito il suo secondo film biografico, Justin Bieber's Believe, mentre nel novembre dell'anno seguente Bieber ha pubblicato la canzone Home To Mama in collaborazione con Cody Simpson.

### 2015-2019:Purposee altre attività
A febbraio 2015 venne pubblicata la canzone Where Are Ü Now, in collaborazione con Skrillex e Diplo. A marzo 2015 Bieber compare nel video di Carly Rae Jepsen, I Really Like You. Nello stesso mese Justin Bieber è stato il personaggio annuale nel programma Comedy Central Roast, in onda su Comedy Central.

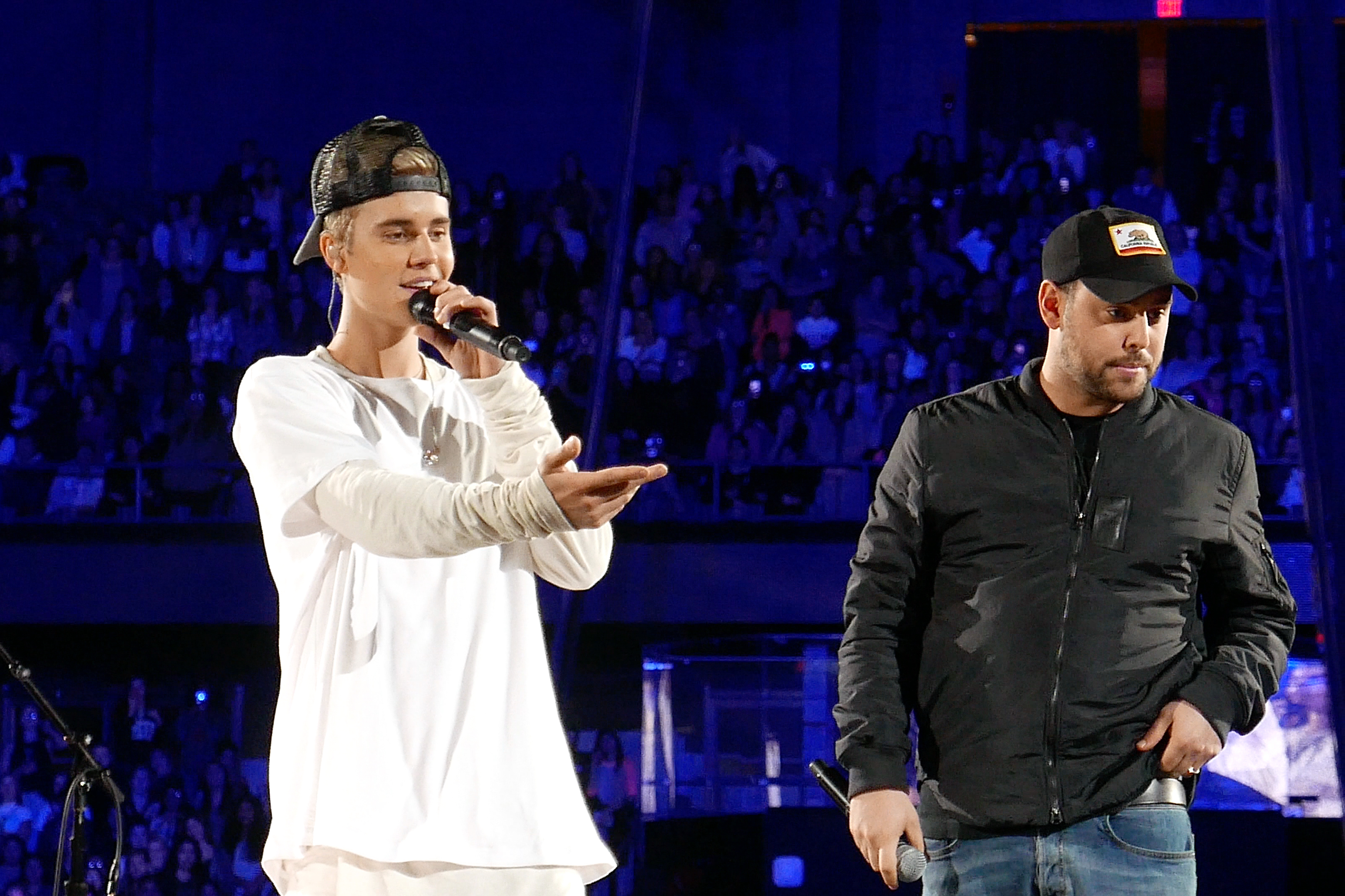
Bieber e il suo manager Scooter Braun a Rosemont, Illinois.

Il 28 agosto 2015 Bieber ha pubblicato What Do You Mean?, il primo singolo del suo nuovo album Purpose. Il singolo ha debuttato in prima posizione nella Billboard Hot 100. È stato il più giovane artista a debuttare in prima posizione in soli cinque minuti guadagnandosi un Guinness World Record. Il 22 ottobre venne pubblicato Sorry, secondo singolo del nuovo album che il 23 gennaio, dopo 8 settimane non consecutive al secondo posto, va al primo posto della Billboard Hot 100, diventando la seconda canzone in tale posizione di Bieber. Anche il terzo singolo Love Yourself (Justin Bieber) arriva al primo posto della classifica; in tal modo Bieber è diventato il primo artista maschile ad avere tre canzoni dello stesso album al numero 1, da quando ci riuscì Justin Timberlake con FutureSex/LoveSounds nel 2006/2007. Company è stato il quarto singolo, pubblicato l'8 marzo 2016.
Purpose è stato pubblicato il 13 novembre 2015, debuttando in prima posizione nella Billboard 200, diventando il suo sesto album a debuttare in quella posizione. Ed è stato il quarto album più venduto al mondo nel 2015, con 3,1 milioni di copie vendute.
L'11 novembre, Bieber conferma il Purpose World Tour, con inizio a Seattle il 9 marzo 2016. Il tour è iniziato come programmato il 9 marzo 2016 ma è terminato il 24 giugno 2017, cancellando le rimanenti tappe, per "circostanze impreviste".
Il 22 luglio 2016 pubblica insieme a Major Lazer e alla cantante danese MØ, il singolo Cold Water, che debutta al numero due nella Hot 100, diventando l'artista con più debutti al numero due, superando Mariah Carey .
Ad agosto 2016 collabora insieme a DJ Snake nel brano di successo Let Me Love You.
Nell'aprile 2017, Luis Fonsi e Daddy Yankee pubblicano un remix di Despacito con Bieber. Per il cantante canadese è la prima canzone in cui canta in spagnolo. Questo remix ha permesso alla canzone di andare in top 10 della Hot 100.
Bieber insieme a DJ Khaled, Chance the rapper, Quavo e Lil Wayne, pubblica il 28 Aprile 2017 il singolo I'm the one. La canzone debutta al numero della Billboard Hot 100, diventando il suo secondo debutto al primo posto e la sua quarta canzone al primo posto. Una settimana dopo Despacito arriva al primo posto, e si tratta della prima canzone in lingua spagnola a raggiungere tale traguardo da oltre 20 anni, e inoltre fa di Bieber il primo artista di sempre a ottenere due primi posti in due settimane consecutive.
A giugno 2017 esce 2U, brano in collaborazione con il DJ francese David Guetta. Nell'agosto 2017 ha invece pubblicato il singolo Friends assieme a BloodPop. A luglio 2018 Dj Khaled ha pubblicato il brano No Brainer in collaborazione con Chance the rapper e Quavo.
Il 25 marzo 2019, Bieber ha annunciato tramite Instagram che si sarebbe preso una pausa dalla musica per risolvere "problemi profondamente radicati". Tuttavia, in seguito annunciò al Coachella Valley Music and Arts Festival che un quinto album in studio era in arrivo.
Il 10 maggio 2019, il cantante britannico Ed Sheeran e Bieber hanno pubblicato il singolo "I Don't Care", dall'album No. 6 Collaborations Project di Sheeran, raggiungendo il numero 1 in 26 paesi e raggiungendo il picco al numero 2 negli Stati Uniti. Bieber in seguito apparve in un remix del singolo di Billie Eilish Bad Guy, uscito l'11 luglio. Il 4 ottobre 2019 ha pubblicato il brano 10.000 Hours insieme al duo Dan + Shay.

### 2020-2023:ChangeseJustice

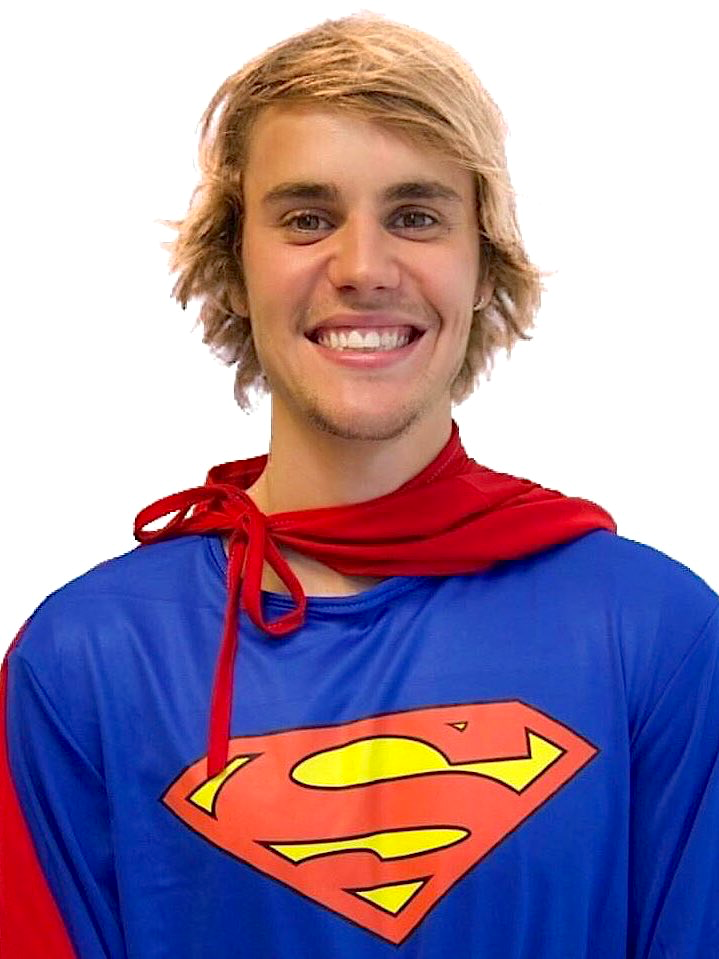
Bieber nel 2018

Il 3 gennaio 2020 viene messo in commercio il singolo Yummy come anticipazione dell'album e debutta al numero due nella Billboard Hot 100. Il 7 febbraio è stato il turno del secondo estratto Intentions, realizzato in collaborazione con il rapper Quavo. Il 14 febbraio viene invece pubblicato l'intero album, intitolato Changes, il quale debutta al numero uno nella Billboard 200 rendendolo l'artista più giovane con sette album in vetta nella classifica, superando il record di Elvis Presley.
L'8 maggio esce Stuck with U in collaborazione con Ariana Grande, canzone i cui proventi andranno per aiutare i figli degli operatori sanitari in prima linea nella battaglia per il covid 19. Nel video ufficiale pubblicato su YouTube oltre alle clip mandate dai fan, compaiono anche celebrità come Michael Bublé, Gwyneth Paltrow, Chance the Rapper, Ashton Kutcher, Mila Kunis e Demi Lovato. Il 18 maggio la canzone debutta al primo posto della Billboard Hot 100.
Il 18 settembre Bieber collabora nuovamente con Chance the Rapper nel brano Holy, come primo singolo estratto da Justice. Il 16 ottobre pubblica il secondo singolo,Lonely in collaborazione con Benny Blanco. Entra in rotazione radiofonica nelle stazioni mainstream statunitensi a partire dal successivo 20 ottobre. Il 20 novembre collabora con l'amico Shawn Mendes nel brano Monster, incluso nell'album di quest'ultimo Wonder.
L'artista canadese si è esibito in un esclusivo show in live stream nella notte tra il 31 dicembre 2020 e il 1 gennaio 2021, il Justin Bieber NYE Live in collaborazione con T-Mobile. Nello stesso concerto ha presentato il terzo singolo Anyone. Il 14 febbraio 2021 si è esibito in un concerto virtuale su TikTok, cantando per la prima volta in live la sua raccolta del 2013 Journals, mentre il 26 dello stesso mese annuncia su Instagram che il suo sesto album in studio, intitolato Justice, sarebbe uscito il 19 marzo 2021. Parallelamente a ciò, il cantante ha parlato anche del significato del nuovo progetto:
Il 5 marzo pubblica il quarto singolo dell'album, Hold On. Nel giorno dell'uscita dell'album, pubblica un quinto singolo, Peaches. L'album presenta al suo interno collaborazioni con Khalid, Chance the Rapper, Kid Laroi, Dominic Fike, Daniel Caesar, Giveon, Beam, Burna Boy, Benny Blanco e TroyBoi. Il 30 marzo 2021, Peaches debutta al numero uno nella Billboard Hot 100, settima canzone di Bieber a riuscirci e Justice debutta al numero 1 della Billboard 200, diventando l'artista più giovane ad avere otto album in testa alla classifica.
Il 4 aprile 2021, il giorno di Pasqua, a sorpresa pubblica un EP di genere gospel intitolato Freedom, contenente 6 tracce, mentre il 9 luglio collabora con il giovane cantante australiano The Kid Laroi in Stay. La canzone gli regala per la seconda volta nel 2021 il primo posto nella Billboard Hot 100. È inoltre diventata l'ottava numero uno per Bieber, che ha così eguagliato Drake come artista canadese con più singoli al numero uno nella Hot 100 statunitense..
L'8 ottobre pubblica un documentario in collaborazione con Amazon, Justin Bieber: Our World, diretto da Michael D. Ratner. Il 13 agosto 2021, Bieber ha pubblicato un remix della canzone Essence del cantante nigeriano Wizkid, che è diventata la sua prima canzone in afrobeat in carriera. Una settimana dopo, ha pubblicato una collaborazione con Skrillex e Don Toliver dal titolo Don't Go.
Il 29 ottobre 2021, Bieber ha pubblicato Rockin' Around the Christmas Tree, una cover del singolo originale di Brenda Lee, sulle piattaforme di streaming di tutto il mondo. Il 15 novembre 2021, Bieber ha annunciato le date del suo Justice World Tour, iniziato a San Diego, in California, il 18 febbraio 2022.
Il 19 novembre 2021, Bryson Tiller pubblicò il singolo Lonely Christmas con Bieber insieme al suo collaboratore di lunga data Poo Bear.
Il 3 dicembre 2021, Bieber ha pubblicato una collaborazione con il rapper Juice Wrld intitolata Wandered to LA come secondo singolo dal secondo album postumo del rapper, Fighting Demons. Bieber è stato l'artista principale al concerto del Gran Premio d'Arabia Saudita 2021 tenutosi il 5 dicembre 2021, a Gedda, in Arabia Saudita.
L'11 febbraio 2022, Bieber è stato il protagonista della festa "Homecoming Weekend" prima del Super Bowl a Los Angeles. La settimana successiva, Ghost, il sesto singolo di Justice, raggiunse la posizione 9 della Billboard Hot 100, diventando il suo ventiseiesimo successo nella top ten della classifica.
Il 30 marzo 2022 Bieber è apparso nel singolo Up at Night di Kehlani, come parte del terzo album in studio Blue Water Road. mentre due settimane piu
ù tardi si esibisce a sorpresa con Daniel Caesar sulle note di Peaches al festival musicale Coachella 2022.
Il 29 aprile 2022, Bieber ha pubblicato un nuovo singolo intitolato Honest con Don Toliver e un video musicale di accompagnamento diretto da Cole Bennett. Il 27 agosto 2022, Garena Free Fire, un gioco battle royale, ha svelato una collaborazione con Bieber per il suo evento del 5º anniversario, introducendo un nuovo personaggio basato su Bieber e una canzone ufficiale esclusiva intitolata "Beautiful Love".
Nel gennaio 2023, Bieber ha venduto i suoi diritti di pubblicazione musicale e le quote del catalogo di registrazione, fino alla fine del 2021, all'Hipgnosis Songs Fund sostenuto dalla società Blackstone, una vendita del valore di oltre $200 milioni.
Il 24 febbraio 2023 Don Toliver pubblicò il singolo Private Landing, con Bieber co-protagonista insieme al rapper Future, dal terzo album in studio di Toliver Love Sick.
A settembre 2023 Bieber è apparso come ospite nella canzone Moments dal quinto album in studio del rapper Diddy, The Love Album: Off The Grid. Lo stesso giorno ha pubblicato una versione acustica del singolo Snooze di SZA, recitando anche nel video musicale come l'interesse amoroso di quest'ultima.

### Altre iniziative commerciali
Nel gennaio 2019, Bieber ha lanciato la sua linea di abbigliamento, "Drew", con vari articoli streetwear unisex, tutti capi decorati con l’epocale simbolo dello Smile o semplicemente "drew" scritto sul davanti. Il brand, si ispira al mondo dello skateboard, propone t-shirt larghe, maglioni, pantaloni, pantaloncini corti e altri pezzi abbinati, in colori neutri. Nel settembre 2019, dopo un anno di collaborazione con il CEO di Schmidt Naturals, Michael Cammarata, Bieber ha lanciato la sua linea di deodoranti, "Here+Now".
Nell'ottobre 2020, esce un'edizione limitata delle Crocs, una di Bibier collaborazione con Crocsmarca. Il design si ispira alla gamma Classic Clog e al giallo caratteristico del suo marchio di abbigliamento personale. È stato venduto attraverso il sito Crocs e canali di e-commerce partner, e venduto anche nei negozi al dettaglio in Cina e Corea del Sud, nonché sul sito Web della linea di abbigliamento, Drew House.
Nel novembre 2021, la catena Tim Hortons inizia una promozione con il cantante, che include l'uscita di Timbits "Tim Biebs" in edizione limitata e il merchandising di accompagnamento.
Il 17 dicembre 2021 l'azienda italiana Piaggio Vespa annuncia tramite dei post sulla piattaforma Instagram di aver iniziato una collaborazione con il cantante canadese. Sull'argomento il cantante dichiara: "I miei fan sanno quanto io ami lo sport: lo skateboard, l'hockey, il basket, la BMX. Sono da sempre attratto da questo mix di stile, eleganza e velocità".

## Vita privata
Nel dicembre 2010, Bieber inizia a frequentare la cantante e attrice statunitense Selena Gomez. In un'intervista al The Ellen Degeneres Show, Bieber dichiara che alcune delle sue canzoni, tra cui Sorry, Mark My Words, What Do You Mean? e Friends, riguardano il suo rapporto con la Gomez. Dopo essersi lasciati nel novembre 2012, la relazione è proseguita a fasi alterne fino a marzo 2018.
Il 13 settembre 2018 si è sposato civilmente a New York con la modella statunitense Hailey Baldwin. Bieber e Hailey hanno tenuto una cerimonia ufficiale a Bluffton, Carolina del Sud, il 30 settembre 2019. Il 24 agosto 2024 la coppia conferma la nascita del loro primogenito, Jack Blues.

### Salute
Justin Bieber ha lottato con problemi di salute mentale, in particolare con la depressione e l'ansia, in vari momenti della sua vita.
L'8 gennaio 2020, Bieber annuncia sul suo Instagram che gli era stata diagnosticata la malattia di Lyme, affermando che le speculazioni di altre persone secondo cui si drogasse fossero false. Ha anche rivelato di avere la mononucleosi infettiva, che aveva influito sulla sua salute neurologica e generale.
Nel 2020, nella serie di documentari YouTube, Seasons, il cantante parla delle sue lotte contro la dipendenza dal consumo frequente di marijuana, pillole di MDMA e funghi allucinogeni nelle prime fasi della sua carriera.
Il 20 febbraio 2022, viene riferito che Bieber era risultato positivo al COVID-19, due giorni dopo aver intrapreso il suo quarto tour di concerti Justice World Tour.

## Impegno sociale
Bieber si schiera a favore della comunità LGBT, infatti ha collaborato con il progetto It Gets Better, che ha come scopo prevenire i suicidi dei giovani appartenenti alla comunità LGBT. Justin Bieber ha preso parte a diversi impegni umanitari, principalmente visite in ospedali. La sua attività filantropica si concretizza nel 2012 con la nascita del programma Music Makes It Better, che si occupa di portare musica, arte e altri programmi nelle strutture ospedaliere. A questo programma hanno collaborato anche Victoria Justice e i The Band Perry. Le visite di Bieber ad alcuni ospedali sono visibili nel video del suo singolo Pray.
Nel 2013, Bieber lancia la sua campagna online #GiveBackPhilippines per aiutare le vittime del tifone Haiyan e si reca nelle Filippine dopo aver raccolto 3 milioni di dollari. Il suo impegno per il paese gli è valso una stella sulla Walk of Fame filippina. Sostiene anche il Children's Miracle Network Hospitals e l'Alzheimer's Association.
Nel settembre 2017, Bieber dona $25.000 alla Croce Rossa Americana per aiutare le persone in Texas dopo la grave distruzione causata dall'uragano Harvey.
Nel febbraio 2020, Bieber fa una donazione alla Beijing Chunmiao Children Aid Foundation in Cina per sostenere i soccorsi per il COVID-19. Bieber e Ariana Grande hanno collaborato al singolo "Stuck With U", pubblicato a maggio 2020 come primo di una serie di singoli coordinati dal dirigente dell'intrattenimento Scooter Braun, che è anche il manager di Bieber, per sostenere la lotta pandemia di COVID- 19. Tutti i proventi netti della canzone sono andati alla First Responders Children's Foundation per finanziare sovvenzioni e borse di studio per i figli dei primi soccorritori e degli operatori sanitari che hanno lavorato in prima linea durante la pandemia. Ad agosto 2021, il singolo aveva raccolto oltre $3.500.000.
Nel settembre 2020, Bieber e Chance the Rapper annunciano di aver collaborato con Cash App e che doneranno $250.000 ai fan in ospedale durante la pandemia.
Nel marzo 2021, Bieber visita la prigione di stato della California nella contea di Los Angeles insieme a sua moglie Hailey e al pastore Judah Smith su invito di Scott Budnick. Bieber ha incontrato i detenuti coinvolti nell'Urban Ministry Institute e ha espresso sostegno per la coalizione anti-recidiva di Budnick. Durante la visita, Bieber si è impegnato a fornire autobus per trasportare i parenti dei detenuti che non hanno potuto vederli a causa della pandemia di COVID-19 in California.
Nel dicembre 2022, Bieber ha lanciato una società di tecnologia dell'acqua pulita chiamata "Generosity" che mira a fornire acqua potabile sostenibile riducendo l'uso di plastica monodose. Insieme a Micah Cravalho, ha presentato 150 fontane d'acqua alla Coppa del Mondo FIFA 2022 tenutasi in Qatar. Le fontane erogano acqua alcalina ricaricabile dopo il collegamento a una fonte d'acqua e disponibili in commercio nei principali centri commerciali e case nel 2023.

## Stile e influenze
La musica di Bieber è principalmente pop, incorporando anche elementi R&B. Nel 2010, Jody Rosen della rivista Rolling Stone ha affermato che il contenuto della sua musica "offriva una delicata introduzione ai misteri e ai dolori dell'adolescenza: canzoni piene di romanticismo, ma in particolare libere dal sesso stesso". Dopo il successo nel 2015 della traccia "Where Are Ü Now", Bieber pubblica l'album ispirato all'EDM, Purpose, in collaborazione con Diplo e Skrillex, DJ Snake e Major Lazer.
A Bieber è stato riconosciuto il merito di aver aumentato la carriera di altri cantanti come Carly Rae Jepsen e Madison Beer.
Bieber ha influenzato vari artisti discografici tra cui Shawn Mendes, Why Don't We, Johnny Orlando, Niall Horan e Billie Eilish. Inoltre i cantanti Dua Lipa e Charlie Puth hanno dichiarato di essere stati influenzati dalla scoperta di Bieber su YouTube, che li ha ispirati a raggiungere lo stesso risultato.
Bieber ha citato Chris Brown, Michael Jackson, The Beatles, Boyz II Men, Mariah Carey, Justin Timberlake, Stevie Wonder, Tupac, Usher e Kanye West come sue ispirazioni musicali..

## Procedimenti giudiziari

### Aggressioni

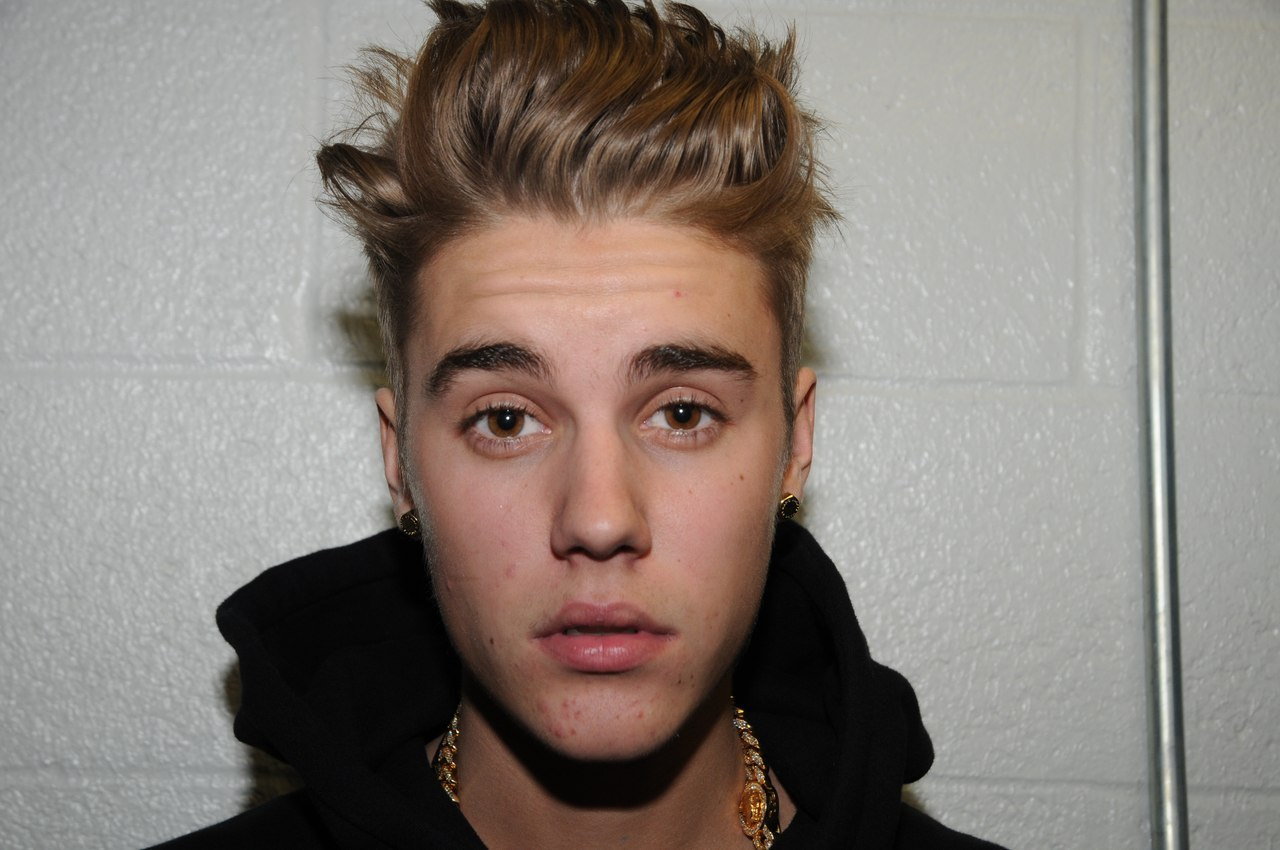
Bieber dopo l'arresto a Miami Beach

Nel maggio 2012 il cantante viene accusato di aver picchiato un fotografo che voleva riprendere lui e Selena Gomez.
Il 30 gennaio 2014 si costituisce al commissariato di Toronto, dove è stato formalmente accusato di aver aggredito, il mese precedente, l'autista di una limousine che lo stava riportando in albergo con i suoi amici.
Il 2 settembre 2014 viene nuovamente arrestato e successivamente rilasciato per aggressione nei confronti di un uomo il cui furgone era stato tamponato dallo stesso Bieber.

### Minacce
Alla fine di marzo 2013 Bieber viene accusato di aver aggredito e minacciato il suo vicino di casa, che aveva sporto denuncia contro il cantante. La lite sarebbe nata quando Bieber avrebbe percorso a tutta velocità le strade del vicinato con la sua Ferrari, mettendo a rischio l'incolumità dei vicini.

### Vandalismo
Il 15 gennaio 2014 viene denunciato dai vicini di casa per atti di vandalismo, in quanto Bieber avrebbe lanciato uova contro la casa dei vicini provocando oltre 20.000 dollari di danni. Nel corso di un sopralluogo nella villa del cantante la polizia trova della cocaina e arresta una persona.
Il 9 luglio 2014 viene condannato dalla Corte della California a 2 anni di libertà vigilata, a risarcire 80.000 dollari per danni e a un periodo di riabilitazione presso i centri sociali.

### Guida in stato di ebbrezza

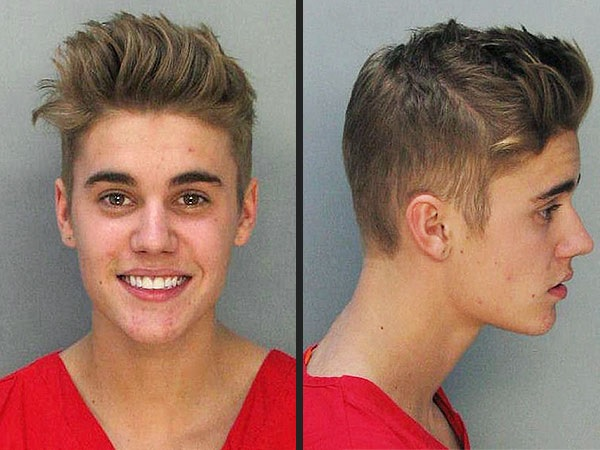
Foto segnaletica di Justin Bieber dopo l'arresto per la guida in stato di ebbrezza in Florida nel gennaio del 2014

Il 23 gennaio 2014 Bieber viene arrestato a Miami Beach, insieme al cantante Khalil e alla modella Chantel Jeffries, per guida in stato di ebbrezza, guida con patente scaduta da oltre sei mesi e resistenza all'arresto con violenza aggravata. La polizia afferma che Bieber aveva ammesso il consumo di alcool, l'assunzione di marijuana e farmaci anti-depressivi. Bieber viene trattenuto e successivamente rilasciato dietro versamento di 2.500 dollari di cauzione. Un rapporto tossicologico rivela che Bieber aveva THC (un costituente principale della cannabis) e il farmaco ansiolitico Xanax nel suo sistema al momento dell'arresto.
Dopo l'arresto di Bieber con l'accusa di guida in stato di ebbrezza, più di 270.000 persone hanno presentato una petizione alla Casa Bianca chiedendo di farlo espellere dagli Stati Uniti. Sebbene il numero di firme ricevute fosse sufficiente per richiedere una risposta secondo le linee guida pubblicate dalla Casa Bianca, l'amministrazione di Obama ha rifiutato commenti sostanziali sulla petizione.

### Tentata rapina
Nel maggio 2014 viene indagato per tentata rapina ai danni di una signora californiana: secondo la donna Bieber avrebbe tentato di rubarle lo smartphone, infastidito dalle foto che lei gli stava scattando. Il fatto è avvenuto in un minigolf della San Fernando Valley. Nel giugno seguente viene tuttavia scagionato per assenza di prove.

### Risse
Il 9 giugno 2016 il sito TMZ rivela che il cantante, dopo aver assistito a una partita di NBA, infastidito da un hater avrebbe scatenato una rissa, in cui il cantante aveva avuto la peggio, ricevendo varie spinte e pugni.

### Violenza sessuale
Nel giugno 2020, Bieber viene accusato di violenza sessuale da una donna anonima, semplicemente conosciuta come "Danielle", che afferma su Twitter che il cantante avrebbe compiuto con lei atti sessuali non consensuali in un hotel Four Seasons di Austin, in Texas, nel marzo 2014 mentre era con l'allora fidanzata Selena Gomez. La donna ha affermato di essere stata ispirata a raccontare la sua storia dall'utente Twitter "itsgabby", che aveva accusato l'attore Ansel Elgort di violenza sessuale la settimana prima. In una serie di tweet, Bieber nega tutte le accuse, fornendo le prove che non era presente nel luogo in cui si sarebbe verificato il presunto incidente, respingendo tutte le accuse. Il 23 marzo 2022, Bieber ritira la querela da 20 milioni di dollari contro le due utenti di Twitter.

## Critiche e controversie

### Critiche per il suo stile di vita
- Oltre a essere stato visto fumare uno spinello nel suo quartiere di residenza,[139][140] in più di un'occasione il cantante ha avuto problemi con la giustizia per l'uso di droghe. Nel 2013, in occasione del suo compleanno, il cantante e il suo gruppo vengono allontanati da un locale a Soho perché avevano un forte odore di marijuana.[141][142] Durante il suo tour in Svezia le forze dell'ordine trovano degli stupefacenti e una pistola da stordimento a bordo del pullman utilizzato per il tour.[143]
- Ha fatto scalpore la notizia secondo cui il cantante darebbe festini fino all'alba a casa sua, con droga, alcol e numerose ragazze.[144] Nel maggio 2013 il cantante impose ai suoi invitati, prima di varcare la porta, di firmare una liberatoria in cui si prevede il più stretto riserbo su ciò che accade ai festini. Si tratta di un documento che ha valore legale: chi viola l'accordo di non divulgazione sarà tenuto a versare un risarcimento di cinque milioni di dollari.[145]
- Il 3 novembre 2013 viene avvistato in compagnia di più prostitute in un bordello di Rio de Janeiro.[146][147] Viene in seguito cacciato dall'albergo in cui pernottava a Buenos Aires, e il fatto si è ripetuto a distanza di pochi giorni a Brisbane, per aver danneggiato alcune strutture con graffiti e per aver disturbato la quiete degli altri ospiti.[148][149]
- Il 23 gennaio 2014 viene fermato e arrestato a Miami Beach per eccesso di velocità,[150] in quanto colto alla guida in stato di ebbrezza,[121] sotto effetto di sostanze stupefacenti[151] e senza la patente in regola.[152][153] A seguito di questo fatto venne lanciata una petizione comparsa sul sito della Casa Bianca grazie alla piattaforma We The People, che in poche ore raggiunge le 180.000 adesioni, per espellere Bieber dagli Stati Uniti e revocargli il visto, poiché minaccerebbe l'incolumità degli americani e sarebbe un esempio negativo per i giovani.[154][155][156] Poiché l'appello ha oltrepassato la soglia delle 100.000 adesioni entro il 22 febbraio, la Casa Bianca ha avuto un mese di tempo per fornire una risposta sulla questione.[156][157]
- Ha ricevuto numerose critiche perché, nonostante abbia un grandissimo patrimonio in denaro, non aiuta i nonni in povertà che hanno più volte affermato che "non lo riconoscono più".[158]
- Il 5 febbraio 2014, durante un viaggio con il suo jet privato, Bieber ha fumato così tanta marijuana che i piloti sono stati costretti a indossare le maschere a ossigeno per non respirare i fumi della sostanza.[159]

### Altre critiche
- In un'intervista per Rolling Stone dichiara di considerare l'omosessualità come «una decisione privata e incontestabile» invece che una «variante naturale del comportamento umano» come definita dall'Organizzazione mondiale della sanità.[160]
- Il cantante, a seguito della sua visita alla casa di Anna Frank, ha scritto nel libro dei visitatori del museo: «essere venuto qui mi ha davvero ispirato. Anna è stata una grande ragazza. Magari sarebbe stata una belieber». Per quest'affermazione Bieber è stato molto criticato su Facebook, poiché non avrebbe mostrato rispetto preoccupandosi invece della sua autopromozione.[161][162]
- Nel luglio 2017, il governo cinese vieta a Bieber di esibirsi in Cina. Dopo che un fan cinese di Bieber aveva contattato l'Ufficio municipale della cultura di Pechino chiedendo il motivo del divieto, il Bureau ha rilasciato una dichiarazione, spiegando "Justin Bieber è un cantante di talento, ma è anche un giovane cantante controverso", e "per mantenere l'ordine nel mercato cinese e purificare l'ambiente delle esibizioni cinesi, non è adatto portare degli intrattenitori maleducati".[163] Nel 2021, i siti di streaming cinesi Youku, iQIYI e Tencent Video hanno rimosso le scene di Bieber in Friends: The Reunion.[164]
- Nel 2020, viene largamente criticato dal circuito musicale, e non, per la sua campagna di promozione del suo singolo Yummy, che comprendeva post su Instagram dove chiedeva al suo pubblico di comprare più volte il singolo su iTunes, e più volte anche in versione fisica, di ascoltarlo mentre dormivano a basso volume in una playlist su Spotify per aumentare il numero degli streaming, e in caso non fossero stati degli Stati Uniti, di cambiare il loro indirizzo IP con un Virtual Private Network affinché il singolo potesse raggiungere il numero 1 nella Billboard Hot 100. Durante la promozione Bieber decide anche di videochiamare qualche fan per chieder loro di comprare la canzone.[165] Giornali come Forbes e Complex hanno definito la strategia di marketing "ridicola", "disperata" e "distopica".[166]

### Richieste di riconoscimento di paternità

#### Nel 2011
Nel 2011 Mariah Yeater, una ventenne californiana, dichiara che Bieber sia il padre di suo figlio Tristyn: la donna arriva a chiedere il test di paternità per dimostrare la veridicità della sua dichiarazione. Il cantante nega prontamente su Twitter e i suoi legali dichiarano che avrebbero difeso il cantante con tutti i mezzi a loro disposizione. Yeater ritirò tutte le accuse dopo che Bieber propose di sottoporsi al test di paternità. Qualche mese dopo Jeffrey Leving, l'avvocato della Yeater, rilascia una dichiarazione lamentando il fatto di non aver ricevuto i risultati di quel test di paternità che Bieber aveva promesso: «Io non ho visto i risultati del test del DNA. Se ci fosse realmente stato il test, non ho la documentazione per affermare che ci sia, in ogni caso non ho i risultati».
Nell'album Believe, il cantante ha incluso anche una traccia chiamata Maria, che parla proprio di questa situazione, come una lettera in cui spiega la sua versione della storia.

#### Nel 2013
Il cantante viene nuovamente accusato a metà del 2013 di essere il vero padre della figlia di una venticinquenne americana, che lo invita a «prendersi le sue responsabilità». Secondo la giovane l'incontro sarebbe avvenuto a Miami nel febbraio del 2010 e che il figlio sarebbe nato a ottobre. A documentare le accuse ci sarebbe anche un SMS della pop-star che inviterebbe la donna a mantenere il loro "piccolo segreto". Anche questa accusa alla fine si è rivelata falsa.

## Discografia

### Album in studio
- 2010 – My World 2.0
- 2011 – Under the Mistletoe
- 2012 – Believe
- 2015 – Purpose
- 2020 – Changes
- 2021 – Justice
- 2025 – Swag

## Tournée
- 2009 – Urban Behavior Tour
- 2010/11 – My World Tour
- 2012/13 – Believe Tour
- 2016/17 – Purpose World Tour
- 2022 – Justice World Tour

## Filmografia

### Cinema
- Men in Black 3, regia di Barry Sonnenfeld (2012)
- Comportamenti molto... cattivi! (Behaving Badly), regia di Tim Garrick (2014)
- Zoolander 2, regia di Ben Stiller (2016)
- Vite da popstar (Popstar: Never Stop Never Stopping), regia di Akiva Schaffer e Jorma Taccone (2016)
- Killing Hasselhoff, regia di Darren Grant (2017)

### Televisione
- True Jackson, VP – serie TV, episodio 2x1 (2009)
- CSI - Scena del crimine (CSI: Crime Scene Investigation) – serie TV, episodi 11x01 e 11x15 (2010-2011)
- So Random! – serie TV, episodio 1x18 (2011)
- Punk'd – programma TV, episodio 9x01 (2012)
- Lip Sync Battle – programma TV, episodio 1x12 (2015) – concorrente
- One Love Manchester – concerto TV (2017)
- Dave – serie TV, episodio 1x08 (2020)
- Justin Bieber: Seasons – docuserie (2020)
- Friends: The Reunion, regia di Ben Winston – speciale TV (2021)

### Documentari
- Justin Bieber: Never Say Never (2011)
- Katy Perry: Part of Me (2012)
- Zendaya: Behind the Scenes (2012)
- Justin Bieber's Believe (2013)
- Purpose: The Movement (2015)

### Doppiatore
- I Simpson (The Simpsons) – serie animata, episodio 24x20 (2013)

## Libri
- Justin Bieber - La mia storia: Primo passo verso l'eternità. L'Ippocampo Edizioni, 2011, ISBN 978-88-96968-49-9.
- Justin Bieber: Just Getting Started. L'Ippocampo Edizioni, 2012, ISBN 978-88-6722-009-0.

## Doppiatori italiani
Nelle versioni in italiano delle opere in cui ha recitato, Justin Bieber è stata doppiato da:
- Simone Lupinacci in True Jackson, VPd, oltreché in iverse sue apparizioni per telefilm e programmi televisivi di Nickelodeon, Sky, MTV e Medusa Film
- Renato Novara in Justin Bieber - All Around the World, The X Factor (Stati Uniti)
- Manuel Meli in CSI - Scena del crimine, Zoolander 2
- Gabriele Patriarca in Never Say Never

Come doppiatore è stato sostituito da:
- Federico Campaiola ne I Simpson

## Riconoscimenti
Nella sua carriera Justin Bieber ha ricevuto numerosi premi. I più importanti sono:
- 2 Grammy Award[174] per Where Are Ü Now e per 10'000 Hours;
- 2 MTV Video Music Awards[175][176], uno per se stesso e uno per il singolo U Smile;
- 20 MTV Europe Music Awards[177][178][179][180];
- 12 American Music Award[181][182][183], sei per se stesso, uno per l'album My World 2.0, uno per l'album Believe, uno per l'album Purpose, uno per Sorry, uno per Where are Ü Now e uno per Love Yourself;
- 2 Brit Awards[184][185];
- 16 Billboard Music Awards[186][187][188][189];
- Un MTV Movie Awards[190];
- 15 Teen Choice Awards[191][192][193][194][195], dodici per se stesso, uno per l'album My World 2.0, uno per il singolo Boyfriend e uno per il singolo Beauty and a Beat;
- 7 MuchMusic Video Awards[196][197], due per se stesso, due per il singolo Baby, due per Somebody to Love e uno per Boyfriend.